# 閃電十一人 獵戶座的刻印
《閃電十一人 獵戶座的刻印》為《閃電十一人 阿瑞斯的天秤》的續作，LEVEL-5於2018年8月26日的「《閃電十一人 獵戶座的刻印》發表閃電十一人系列動畫最新作。官方此次決定跨媒體展開企劃，於2018年10月5日播出至2019年9月27日播畢，共49話。

## 劇情綱要
飛向世界！最強的十一人開始！最後“邁向世界的大門”開啟了！足球日本代表“閃電日本”終於宣布了！ 其中包括稻森明日人，灰崎凌兵，野坂悠馬。 來自不同學校的菁英選手聚集在一起。 此外還增加了一個與海外日本籍選手一起比賽的新手“一星充”，現在國家足球隊日本代通往世界的船將駛向大海了。然而等待著是遠遠超過他們預期的試煉。 神秘的組織“獵戶座的使徒”，策略，背叛，衝突---。 大家期待的世界足球大賽FFI（國際級水平明日之星足球大賽）現在開始。閃電日本！飛向世界！

## 用語
| 用語                             | 註解                                                       |
| 獵戶座的使徒 （Orion's Apostle） | 一個神秘組織，在各個隊伍都有安插間諜，目的是創造完美世界。 |
| 獵戶座的刻印 （Orion no Kokuin） | 一種刺青，每個獵戶座使徒身上都刺有一個，平常時是隱藏著的。 |

## 電視動畫

### 製作人員
總監督／原案・系列構成:日野晃博
原作:LEVEL-5
監督:鎌倉由實
人物設定:長野拓造、日下部智津子
美術:荒川政子
作畫監督:日下部智津子
角色設定:池田裕治・中野繭子・井上優子
音響監督:三好慶一郎・原口昇　
音楽:光田康典　
動畫製作:OLM

### 各話標題
以下時間以當地時間（日本時間）為準
| 話數 | 日文標題 | 中文標題                 | 香港標題                   | 劇本       | 分鏡                  | 演出                    | 作畫監督                                                                         | 總作畫監督                 | 日本首播 | 今日格言                                                                             |
| ---- | -------- | ------------------------ | -------------------------- | ---------- | --------------------- | ----------------------- | -------------------------------------------------------------------------------- | -------------------------- | -------- | ------------------------------------------------------------------------------------ |
| 1    |          | 通向世界的大門           | 邁向世界的大門             | 日野晃博   | 鐮倉由實              | 飛田剛                  | 渡部由紀子 橫山隆 湯川純                                                         | 中野繭子                   | 10.5     | 如果我們眼前有一堵厚牆的話，我們只要成為大炮，把它破壞就好。（圓堂守）               |
| 2    |          | 失去的最終兵器           | 失去終極武器               | 日野晃博   | 榎本明廣              | 佐藤和磨                | 添田直子 谷口繁則                                                                | 井上優子                   | 10.12    | 這就是我用足球給出的答案。（豪炎寺修也）                                             |
| 3    |          | 持有刻印之人             | 刻印持有者                 | 加藤陽一   | 清水聰                | 山口賴房                | 加藤壯 早乙女啓 服部憲知                                                         | 池田裕治                   | 10.19    | 競爭也是力量來源。（趙金雲）                                                         |
| 4    |          | 笑著的一星               | 笑一星                     | 大知慶一郎 |                       | 近藤一英                | 石動仁 小宮山由美子 白石悟 李相金                                                | 中野繭子                   | 10.26    | 對你來說，下一束光可能在海的對岸。（鬼道有人）                                       |
| 5    |          | 特洛伊的木馬             | 特洛伊木馬                 | 日野晃博   | 島崎奈奈子            | 島崎奈奈子              | 横山隆 徳田夢之介 谷口繁則 服部憲知 湯川純 奥野浩之                              | 井上優子                   | 11.2     | 方法有!絕對有!只是自己還沒找到。（圓堂守）                                           |
| 6    |          | 鬼道的反擊               | 鬼道的反擊                 | 加藤陽一   | 榎本明廣              | 林嘉姬                  | 元廣和惠 井戸田茜 早乙女啓                                                       | 池田裕治                   | 11.9     | 為了保護重要的東西，有時也該付出行動。（鬼道有人）                                   |
| 7    |          | 困於陷阱！               | 被佈下的陷阱               | 大知慶一郎 | 岩崎知子              | 和田卓也                | 和田卓也                                                                         | 中野繭子                   | 11.16    | 足球，不是用來發洩憤怒或者憎恨的。（稻森明日人）                                     |
| 8    |          | 閃電日本最大的危機       | 閃電日本隊的最大危機       | 日野晃博   | 宮崎なぎさ            | 村田尚樹                | はっとりますみ 志条ユキマサ 菊池一真 石丸史典 繁田享 横山隆 木下勇喜 北澤典子    | 井上優子                   | 11.30    | 一起笑，一起哭，一起熱血……有伙伴在，僅僅這樣，就已經是件很棒的事了。（圓堂守）       |
| 9    |          | 皇帝的歸回               | 皇帝回歸                   | 日野晃博   | 高橋賢                | 吉本毅                  | 森知鶴 早乙女啓 關本美穗 角谷知美 武田和久 服部憲知 はっとりますみ               | 池田裕治                   | 12.14    | 不是戰術的皇帝也沒關係，我現在只想踢球。（野坂悠馬）                                 |
| 10   |          | 皇帝的逆襲               | 皇帝的反擊                 | 日野晃博   | 榎本明廣              | 關谷真實子              | 加藤壯                                                                           | 中野繭子                   | 12.21    | 重要的不是不能做到什麼，而是能做到什麼，不是嗎？（圓堂守）                           |
| 11   |          | 皇帝的劇本               | 皇帝的劇本                 | 大知慶一郎 | 宮崎なぎさ            | 山口賴房                | 池津壽恵 金田榮二 壽門堂                                                         | 井上優子                   | 12.28    | 後防最關鍵的就是配合。（坂野上昇）                                                   |
| 12   |          | 一星，最後的選擇         | 一星的最終抉擇             | 加藤陽一   | 大宙征基              | 島崎奈奈子              | 橫山隆 森田實 井戸田あかね 谷口繁則 角谷知美 石丸史典 廣岡歲仁 武田和久 關本美穗 | 池田裕治                   | 1.11     | 正視自己的心，這樣你一定能看到道路前方的光明。（野坂悠馬）                           |
| 13   |          | 日本，新的光輝           | 日本隊的新光輝             | 根元歲三   | 岩崎知子              | 嵯峨敏                  | 元廣和惠 柳孝相 木下勇喜                                                         | 中野繭子                   | 1.18     | 相信戰勝自己了的自己吧！（圓堂守）                                                   |
| 14   |          | 閃閃發光的足球男孩       | 閃閃發光足球少年           | 加藤陽一   | 宮崎なぎさ            | 吉本毅                  | 湯川純                                                                           | 不適用                     | 1.25     | 硬狀山就存在於我們的心中。（野坂悠馬）                                               |
| 15   |          | 趙金雲的弟子             | 趙金雲的徒弟               | 日野晃博   | 榎本明廣              | 佐藤和磨                | 石動仁 小宮山由美子 白石悟 Shin Min Seop                                         | 井上優子                   | 2.1      | 不是因為需要，而是想見面才見面的。（李浩）                                           |
| 16   |          | 我在隊伍裡               | 我在球隊之中               | 加藤陽一   | 宮崎なぎさ            | 和田卓也                | 和田卓也 橫山隆 森田實 服部憲知 關本美穗 加藤壯                                  | 池田裕治                   | 2.8      | 都彼此敞開自己，彼此相處，這難道不就是伙伴嗎？（稻森明日人）                         |
| 17   |          | 令人驚訝的三門將         | 驚人的盤球守門員           | 大知慶一郎 | 岩崎知子 島崎奈奈子   | 村田尚樹                | 齊藤香 はっとりますみ                                                            | 中野繭子                   | 2.15     | 三本矢，一個人做不到的話，三個人去對抗就好。（久遠道也）                             |
| 18   |          | 剛陣 立於場中            | 剛陣腳踏大球場             | 根元歲三   | 島崎奈奈子 近藤一英   | 山口賴房                | 金田榮二 Jung Chul Gyo                                                           | 井上優子                   | 2.22     | 足球就是背負大家的信念目標進球的東西。（剛陣鐵之助）                                 |
| 19   |          | 目標是大舞台！           | 劍指大舞台！               | 根元歲三   | 大原實                | 島崎奈奈子              | 加藤壯 橫山隆                                                                    | 池田裕治                   | 3.1      | 明天不行，要在今天這個瞬間將自己的一切燃燒殆盡。（李浩）                             |
| 20   |          | 展新旅程的宴會           | 慶祝新旅程的盛宴           | 大知慶一郎 | 清水聰                | 吉本毅                  | 早乙女啓 森田實 Lee Sang jin 渡部由紀子                                          | 中野繭子                   | 3.8      | 不是可不可能，而是我有讓他變成能的覺悟。（豪炎寺修也）                               |
| 21   |          | 對大海的思念             | 對大海的嚮往               | 日野晃博   | 榎本明廣              | 關谷真實子              | 湯川純 森知鶴 元廣和惠                                                           | 井上優子                   | 3.15     | 不是盡力而為就夠了，重要的是，要抱著一直走到最後的心態。（鬼道有人）                 |
| 22   |          | 萬歲！世界上空           | 大熱！世界上空！           | 日野晃博   | 宮崎なぎさ            | 平向智子                | 石動仁 小宮山由美子 白石悟 Shin Min seop Lee Sang Jin 森田實 湯川純 關本美穗     | 井上優子                   | 3.22     | 想要實現夢想，就要做一個比這個夢想更大的夢。（剛陣鐵之助）                           |
| 23   |          | 世界之壁                 | 世界的高墻                 | 日野晃博   | 吉本毅                | 吉本毅                  | 湯川純                                                                           | 不適用                     | 3.29     | 慘敗的那一天正是我們邁向下一場勝利的第一步。（圓堂守）                               |
| 24   |          | 逛遍俄羅斯吧             | 遊覽俄羅斯                 | 加藤陽一   | 岩崎知子              | 和田卓也                | 和田卓也                                                                         | 池田裕治                   | 4.5      | 一個人無法跨越的壁壘，大家齊心協力的話，就能找出突破口。（野坂悠馬）                 |
| 25   |          | 聳立於前的巨神           | 阻擋前路的巨神             | 大知慶一郎 | 榎本明廣 島崎奈奈子   | 島崎奈奈子              | 加藤壯 Lee Sang jin Shin Min seop                                                | 中野繭子                   | 4.12     | 無論山有多高，無法登頂的山是不存在的。（圓堂守）                                     |
| 26   |          | 將軍閃耀                 | 將軍的光輝                 | 根元歲三   | 清水聰                | 嵯峨敏                  | 橫山隆 齊藤香 武田和久                                                           | 井上優子                   | 4.19     | 只要存在一絲可能，無論什麼事我都會做。（圓堂守）                                     |
| 27   |          | 明日人！朝向勝利奔跑吧！ | 明日人！朝勝利的方向奔馳！ | 日野晃博   | 宮崎なぎさ            | 山口賴房                | 金田榮二 はっとりますみ                                                          | 池田裕治                   | 4.26     | 就算分隔兩地，伙伴就是伙伴，朋友就是朋友。（圓堂守）                                 |
| 28   |          | 一之瀨、陷入政變         | 一之瀨，在叛亂中淪陷       | 加藤陽一   | 島崎奈奈子 榎本明廣   | 栗井重紀                | 南伸一郎 西川真人 飯飼一幸 服部憲知 はっとりますみ                               | 中野繭子                   | 5.3      | 不管什麼障礙，只要燃燒我們的信念之火，就能垮越。（一之瀨一哉）                       |
| 29   |          | 亞風爐降臨               | 亞風爐降臨                 | 大知慶一郎 | 岩崎知子              | 吉本毅                  | 早乙女啓 森田實 松坂定俊 Lee Sang jin Shin Min seop                              | 井上優子                   | 5.10     | 頑固的戰到最後，我們的目標就是這樣的足球。（亞風爐照美）                             |
| 30   |          | 神之眼                   | 神之眼                     | 根元歲三   | 富田浩章              | 島崎奈奈子              | 湯川純 森知鶴 元廣和惠                                                           | 井上優子                   | 5.17     | 不斷追求吧，道路就在用心凝視之人前方。（亞風爐照美）                                 |
| 31   |          | GGG線上的詠嘆調          | GGG弦上的詠嘆調            | 赤尾でこ   | 宮崎なぎさ            | 奧村よしあき            | 石動仁 小宮山由美子 白石悟 Lee Sang Jin                                          | 池田裕治                   | 5.24     | 飛向未知天空的勇氣，那是從你自身誕生的東西。（亞風爐照美）                           |
| 32   |          | 復活吧！鳳凰             | 鳳凰復活                   | 大知慶一郎 | 大原實                | 關谷真實子              | 加藤壯 柴田篤史                                                                  | 武內啟                     | 5.31     | 同一支隊伍裡不存在高低，我們都是懷有著共同目標的伙伴。（一之瀨一哉）                 |
| 33   |          | 消失的明日人             | 消失的明日人               | 日野晃博   | 榎本明廣              | 神谷望夢                | サクシット・プロミー                                                             | 井上優子                   | 6.7      | 不管發生了什麼，都不能背叛自己最愛的東西。（稻森明日人）                             |
| 34   |          | 衝擊的追加成員           | 震撼的追加球員             | 加藤陽一   | 藤原良二              | 關谷真實子 奧村よしあき | 窪敏 早乙女啓 關本美穗 小川圓 吉田しのぶ 千葉啓太郎 湯川純                       | 中野繭子                   | 6.14     | 只要有強烈的願望，人就能成為理想的自己。（小僧丸佐助）                               |
| 35   |          | 華麗的弗洛伊             | 華麗的弗洛伊               | 赤尾でこ   | 島崎奈奈子            | 島崎奈奈子              | 橫山隆 柳田幸平                                                                  | 池田裕治                   | 6.21     | 大家都是從別人那裡，獲取自己所沒有的東西，這麼逐漸變強的。（圓堂守）                 |
| 36   |          | 孤獨的弗洛伊             | 孤獨的弗洛伊               | 加藤陽一   | 宮崎なぎさ            | 山口賴房                | 金田榮二                                                                         | 武内啓                     | 6.28     | 不時刻拿出全力去拼搏的話，是無法前進的。（一星光）                                   |
| 37   |          | 黑色頭帶的戰士           | 黑色頭巾的戰士             | 大知慶一郎 | 博多正壽              | 吉本毅                  | 森田實 柴田篤史 元廣和惠                                                         | 井上優子                   | 7.5      | 弱肉強食是球場上的規則，露出破綻的話可是會被吃掉的。（小僧丸佐助）                   |
| 38   |          | 俄里翁的真相             | 獵戶座的真面目             | 日野晃博   | 岩崎知子 榎本明廣     | 栗井重紀                | はっとりますみ 西川真人 飯飼一幸                                                 | 池田裕治 中野繭子          | 7.12     | 慢慢來也好，哪怕只前進一步，最終都能到達終點。（弗洛伊·基爾加南）                    |
| 39   |          | 阿耳忒弥斯之矢           | 阿提密斯之箭               | 赤尾でこ   | 宮崎なぎさ 榎本明廣   | 三好なお                | 小宮山由美子 石動仁 Lee Sang jin Shin Min seop                                   | 池田裕治 中野繭子          | 7.19     | 我們變強所需要的不是時間，而是覺悟!（灰崎凌兵）                                      |
| 40   |          | 兄與弟                   | 兄弟                       | 小林雄次   | 岩崎知子 奧村よしあき | 神谷望夢                | サクシット・プロミー                                                             | 武內啓                     | 7.26     | 開心的玩著，這才是變強的秘訣。（趙金雲）                                             |
| 41   |          | 一幫熱血的傢伙來了       | 熱情的他們來了             | 大知慶一郎 | 島崎奈奈子            | 島崎奈奈子              | 加藤壯 柳田幸平                                                                  | 井上優子                   | 8.2      | 不止是要了解敵人，要是不了解自己的話，是贏不了比賽的。（水神矢成龍）                 |
| 42   |          | 小小天空之下             | 細小天空下                 | 加藤陽一   | 博多正壽              | 奧村よしあき            | 湯川純 森知鶴 窪敏 早乙女啓                                                      | 中野繭子                   | 8.9      | 如果努力去追求想要的東西，就能邁向以前無法想像的世界。（阿圖爾）                     |
| 43   |          | 來踢那種足球吧           | 踢回那種足球               | 日野晃博   | 吉本毅                | 吉本毅                  | 元廣和惠 柴田篤史 森田實                                                         | 池田裕治                   | 8.16     | 如果存在著理解對方從而獲得信賴的話，那也存在通過努力讓他人理解我們的信賴。（阿圖爾） |
| 44   |          | 魔女的軍團               | 魔女的軍團                 | 赤尾でこ   | 宮崎なぎさ 榎本明廣   | 山口賴房                | 金田榮二 小川圓 野中香織                                                         | 武内啓                     | 8.23     | 不管對手用多麼卑鄙的手段，也不能成為讓我們變得卑鄙的理由。（稻森明日人）             |
| 45   |          | 毒蘋果的方程式                 | 毒蘋果                     | 加藤陽一   | 岩崎知子 奧村よしあき | 高山智也                | なかじまちゆうじ 藤崎真吾                                                        | 井上優子                   | 8.30     | 不去面對過錯才是真正的愚蠢。（佩特羅尼奧）                                           |
| 46   |          | 怒吼吧！最終保留         | 咆哮吧！終極衝擊射球       | 大知慶一郎 | 島崎奈奈子            | 島崎奈奈子              | 橫山隆 本田隆 窪敏                                                               | 中野繭子                   | 9.6      | 未完成？那麼就在此將它完成就好。（豪炎寺修也）                                       |
| 47   |          | 最終決戰之日 開始了      | 總決賽之日，那件事終於發生 | 小林雄次   | 宮崎なぎさ 榎本明廣   | 三好なお                | 石動仁 小宮山由美子 白石悟 Lee Sang jin 酒井強至 鳥井隼人                        | 池田裕治                   | 9.13     | 能接受無法言表的心情就是同伴啊！（圓堂守）                                           |
| 48   |          | 世界啊 讓我們彼此緊連    | 全世界一起手牽手           | 日野晃博   | 岩崎知子              | 吉本毅                  | 加藤狀 柳田幸平                                                                  | 武內啓                     | 9.20     | 只要不停地挑戰，可能性就會無窮無盡。（稻森明日人）                                   |
| 49   |          | 球場的對面 到來的是明天  | 飛越球場，明日將至         | 日野晃博   | 鐮倉由實              | 鐮倉由實                | 湯川純 森知鶴 元廣和惠                                                           | 池田裕治 中野繭子 井上優子 | 9.27     | 就算輸了，只要不停下前進的腳步，就不會結束。（稻森明日人）                           |

| 翡翠台 星期四、五 17:20－17:50 節目 2020年4月10日 17:20－18:00 2020年5月28日臨時節目調動暫停播映 | 翡翠台 星期四、五 17:20－17:50 節目 2020年4月10日 17:20－18:00 2020年5月28日臨時節目調動暫停播映 | 翡翠台 星期四、五 17:20－17:50 節目 2020年4月10日 17:20－18:00 2020年5月28日臨時節目調動暫停播映 |
| ------------------------------------------------------------------------------------------------ | ------------------------------------------------------------------------------------------------ | ------------------------------------------------------------------------------------------------ |
|                                                                                                  | 閃電十一人 獵戶座的刻印 （2020年2月27日－8月14日）                                               |                                                                                                  |
| 忍者亂太郎（XXIII） 第23輯                                                                       | 飆速宅男 第2輯                                                                                   |                                                                                                  |
| 翡翠台 星期一至五 15:45－16:15 節目 2021年12月6日臨時節目調動暫停播映                            |                                                                                                  |                                                                                                  |
| 閃電十一人 阿瑞斯的天秤 重播                                                                     | 閃電十一人 獵戶座的刻印 重播 （2021年10月20日－12月28日）                                        | 靈裝戰士 重播                                                                                    |

## 主題曲

#### 片頭曲
（第2話 - 第21話）
作詞：高木貴司，作曲、编曲：菊谷知樹，主唱：pugcat's
（第22話 - 第48話）
作詞：高木貴司，作曲、编曲：菊谷知樹，主唱：pugcat's

#### 片尾曲
（第1話 - 第21話）
作詞、作曲：，编曲：菊谷知樹，主唱：alom
（第22話 - 第36話）
作詞、作曲：，编曲：菊谷知樹，主唱：alom
（第37話 -第49話）
作詞、作曲：，编曲：佐佐木裕，主唱：浦島坂田船

## 街機遊戲
『閃電十一人 AC 夢想之戰』
多美股份有限公司於2018年9月27日在日本開始運營的街機遊戲。

## 外部連結
- 閃電十一人 獵戶座的刻印 動畫版官網 （页面存档备份，存于）（日語）
- 閃電十一人世界 （页面存档备份，存于）（日語）
- 閃電十一人 AC 官方網站 （页面存档备份，存于）（日語）
- 閃電十一人 戰神的天秤 周邊官網 （页面存档备份，存于）（日語）
- 「閃電十一人」系列官方的X（前Twitter）（日語）
- 「閃電十一人」系列官方的Facebook專頁（日語）
- Youtube 一星光ICHIHOSHI HIKARU 【主頻道】閃電十一人 獵戶座的刻印 【樹袋熊字幕組】 （页面存档备份，存于）